# Parque Estadual Serra do Brigadeiro
O Parque Estadual Serra do Brigadeiro está localizado na região da Zona da Mata, Minas Gerais, abrangendo parte da área dos municípios de Ervália, Fervedouro, Sericita, Araponga, Miradouro, Pedra Bonita, Muriaé e Divino.

## História
Criado em 27 de setembro de 1996 pelo Decreto Estadual n.º 38.319. Teve seu plano de manejo aprovado em 2008.

## Caracterização Ambiental

### Clima
O clima encontrado no Parque, de acordo com a classificação climática de Köppen-Geiger é o clima subtropical de altitude (Cwb) com temperatura média de 18 °C e mínimas inferiores a 0 °C nas áreas mais elevadas, e precipitação média de 1.500 mm/ano com período seco de junho a agosto.

### Geologia
O Parque abrange as partes mais elevadas de um conjunto de serras integrantes da Cadeia da Mantiqueira, com relevo bastante movimentado, chegando aos 1.985m acima do nível do mar em sua cota máxima (Pico do Soares).

### Fauna
A área do parque abriga uma importante fauna, destacando-se os primatas, com as espécies muriqui-do-norte (Brachyteles hypoxanthus), bugio-ruivo (Alouatta guariba) e sagui-da-serra-escuro (Callithrix aurita), todas ameaçadas de extinção.